# I Don’t Miss You at All
〈I Don't Miss You at All〉은 미국의 싱어송라이터 피니어스의 노래로, 자신의 첫 익스텐디드 플레이인 《Blood Harmony》에 수록되어 있다. 2019년 9월 20일 EP에서 네 번째이자 마지막 싱글로 자신의 레이블인 OYOY를 통하여 발매하였다. 다크 팝의 색채를 띠고 있으며, 작사와 작곡 및 프로듀싱을 전부 혼자서 하였다. 음악 평론가들로부터 대체로 긍정적인 평을 들었으며, 일부는 음악과 가사의 내용에 관해 극찬을 보냈다. 2019년 10월 홍보를 위해 진행한 투어에서 이 곡을 부르기도 하였다. 또한 지미 키멀 라이브!에서 버라이즌 커뮤니케이션스의 라이브 중 이 노래를 불렀다.

## 배경과 발매
〈I Don't Miss You at All〉은 2019년 9월 20일 디지털 다운로드와 스트리밍으로 발매되었다. 피니어스의 첫 익스텐디드 플레인 《Blood Harmony》의 네 번째이자 마지막인 싱글로 자신의 레이블인 OYOY를 통하여 발매하였다. 작사와 작곡, 프로듀싱을 피니어스 혼자서 다 하였다. 피니어스는 이 곡을 "당신이 누군가를 넘어섰다는 것을 스스로 납득시킬 수 있다는 것이다. 그들에 대해 당신이 좋아하는 모든 것들을 기억하고 그것이 지금 당신에게 아무런 의미도 없는 척 하는 것"에 관한 것이라고 설명하였다. 피니어스는 뉴욕을 여행하면서 〈I Don't Miss You at All〉을 썼다. 보스턴에서 산 장난감 기타를 연주하면서 호텔 침대에 앉아 있을 때, "우리가 확실히, 확실히 아닐 때 누군가를 잊은 것처럼 느끼려고 우리 자신에게 거짓말을 하는 것"이라는 느낌이 드는 곡을 썼다고 회고하였다.

## 평가와 홍보
앳우드 매거진의 니콜 알메이다는 이 노래를 "전 애인을 극복하는 것에 대한 아이러니하고 건방진 노래"라고 표현하였다. 빌보드의 헤란 마모는 그다지 대단한 노래는 아니다라고 평가하였다.